# Olympische Winterspiele 2014/Eishockey (Herren)/Kader
Die Kader des olympischen Eishockeyturniers der Herren 2014 bestanden aus insgesamt 300 Spielern in zwölf Mannschaften. Das Turnier fand zwischen dem 12. und 23. Februar im Rahmen der XXII. Olympischen Winterspiele im russischen Sotschi statt. Zum fünften Mal nach Nagano 1998, Salt Lake City 2002, Turin 2006 und Vancouver 2010 war es auch Spielern der nordamerikanischen Profiliga National Hockey League erlaubt, am Wettbewerb teilzunehmen.
| Nominierungsverfahren |            |                    |
| Kaderlisten           |            |                    |
| Finnland              | Kanada     | Lettland           |
| Norwegen              | Österreich | Russland           |
| Schweden              | Schweiz    | Slowakei           |
| Slowenien             | Tschechien | Vereinigte Staaten |
|                       |            |                    |
| Einzelnachweise       |            |                    |

## Nominierungsverfahren
Vor dem Start des olympischen Eishockeyturniers musste jede teilnehmende Nation einen Kader benennen. Dieser musste bis spätestens 11. Februar 2014, einen Tag vor dem Turnierstart, benannt werden. Zuvor gaben die zwölf teilnehmenden Nationen einen provisorischen Kader bekannt. Der bindende Kader des 12. Februar konnte jedoch vom provisorischen abweichen. Die vorläufigen Kader umfassten je Nation drei Torhüter, acht Verteidiger und 14 Stürmer. Im Vergleich zu den Vorjahren durfte jedes Team damit zwei zusätzliche Feldspieler nominieren.
Um nach den Regeln des Eishockey-Weltverbandes für ein Nationalteam spielberechtigt zu sein, musste er diverse Kriterien erfüllen. Zum einen musste er Staatsbürger der Nation sein und der Zuständigkeit des nationalen Verbandes unterliegen.
Sollte ein Spieler nach dem Erwerb der Staatsbürgerschaft für sein Land erstmals bei einem von der IIHF ausgetragenen Wettbewerb teilnehmen, trat die sogenannte Zwei-Jahre-Regel in Kraft. Diese beinhaltete, dass der Spieler die generellen Kriterien des Weltverbandes erfüllen musste. Zudem musste nachgewiesen werden, dass er mindestens zwei Jahre lang ohne Unterbrechung in den nationalen Wettbewerben seines neuen Heimatlandes aktiv gewesen war und währenddessen nicht in ein anderes Land transferiert wurde oder dort gespielt hatte. Das zweite zusätzliche Kriterium besagte, dass der Spieler im Besitz einer Internationalen Transfer-Karte (ITC) sein musste, die den Wechsel in sein neues Heimatland bestätigte und von der IIHF mindestens zwei Jahre vor dem Beginn des Wettbewerbs, an dem er teilnehmen möchte, datiert war.
Hatte ein Spieler die Staatsbürgerschaft gewechselt, war aber schon zuvor in einem IIHF-Wettbewerb aktiv gewesen, so galt die sogenannte Vier-Jahre-Regel. Dabei traten sämtliche vorangegangenen Kriterien in Kraft, allerdings betrug die Sperrfrist vier statt zwei Jahre.

## Legende
| Allgemein |                                                     |                                                     |                                                     |
| Nr.       | Trikotnummer des Spielers                           | Trikotnummer des Spielers                           | Trikotnummer des Spielers                           |
| Pos       | Sturmposition des Spielers                          | F                                                   | Allrounder                                          |
| Pos       | Sturmposition des Spielers                          | C                                                   | Center                                              |
| Pos       | Sturmposition des Spielers                          | LW                                                  | Linker Flügel                                       |
| Pos       | Sturmposition des Spielers                          | RW                                                  | Rechter Flügel                                      |
| Team      | Vereinsmannschaft (und Liga) zu Beginn des Turniers | Vereinsmannschaft (und Liga) zu Beginn des Turniers | Vereinsmannschaft (und Liga) zu Beginn des Turniers |

| Statistiken |              |     |                                |
| Sp          | Spiele       | S   | Siege                          |
| T           | Tore         | N   | Niederlagen                    |
| V           | Vorlagen     | Min | gespielte Minuten              |
| Pkt         | Scorerpunkte | GT  | Gegentore                      |
| SM          | Strafminuten | SO  | Shutouts                       |
| +/−         | Plus/Minus   | Sv% | gehaltene Schüsse (in Prozent) |
|             |              | GTS | Gegentorschnitt                |

## FinnlandFinnland
| Angreifer   | Angreifer          | Angreifer      | Angreifer     | Angreifer                                   | Angreifer                                   | Angreifer                                   | Angreifer                                   | Angreifer                                   | Angreifer                                   | Angreifer                        |
| Nr.         | Name               | Pos            | Geburtsdatum  | Sp                                          | T                                           | V                                           | Pkt                                         | SM                                          | +/−                                         | Team                             |
| ----------- | ------------------ | -------------- | ------------- | ------------------------------------------- | ------------------------------------------- | ------------------------------------------- | ------------------------------------------- | ------------------------------------------- | ------------------------------------------- | -------------------------------- |
| 50          | Juhamatti Aaltonen | RW             | 4. Juni 1985  | 4                                           | 1                                           | 0                                           | 1                                           | 2                                           | ±0                                          | Kärpät Oulu (Liiga)              |
| 16          | Aleksander Barkov  | C              | 2. Sep. 1995  | 2                                           | 0                                           | 1                                           | 1                                           | 2                                           | +3                                          | Florida Panthers (NHL)           |
| 51          | Valtteri Filppula  | C              | 20. März 1984 | ersetzt durch Sakari Salminen am 8. Februar | ersetzt durch Sakari Salminen am 8. Februar | ersetzt durch Sakari Salminen am 8. Februar | ersetzt durch Sakari Salminen am 8. Februar | ersetzt durch Sakari Salminen am 8. Februar | ersetzt durch Sakari Salminen am 8. Februar | Tampa Bay Lightning (NHL)        |
| 64          | Mikael Granlund    | C              | 26. Feb. 1992 | 6                                           | 3                                           | 4                                           | 7                                           | 4                                           | +3                                          | Minnesota Wild (NHL)             |
| 26          | Jarkko Immonen     | C              | 19. Apr. 1982 | 5                                           | 2                                           | 0                                           | 2                                           | 2                                           | +1                                          | Torpedo Nischni Nowgorod (KHL)   |
| 36          | Jussi Jokinen      | LW             | 1. Apr. 1983  | 6                                           | 2                                           | 3                                           | 5                                           | 0                                           | +4                                          | Pittsburgh Penguins (NHL)        |
| 12          | Olli Jokinen       | C              | 5. Dez. 1978  | 6                                           | 2                                           | 2                                           | 4                                           | 2                                           | +4                                          | Winnipeg Jets (NHL)              |
| 9           | Mikko Koivu        | C              | 12. März 1983 | ersetzt durch Jarkko Immonen am 8. Februar  | ersetzt durch Jarkko Immonen am 8. Februar  | ersetzt durch Jarkko Immonen am 8. Februar  | ersetzt durch Jarkko Immonen am 8. Februar  | ersetzt durch Jarkko Immonen am 8. Februar  | ersetzt durch Jarkko Immonen am 8. Februar  | Minnesota Wild (NHL)             |
| 71          | Leo Komarov        | C              | 23. Jan. 1987 | 6                                           | 0                                           | 0                                           | 0                                           | 0                                           | +3                                          | HK Dynamo Moskau (KHL)           |
| 27          | Petri Kontiola     | C              | 4. Okt. 1984  | 6                                           | 1                                           | 4                                           | 5                                           | 0                                           | +5                                          | HK Traktor Tscheljabinsk (KHL)   |
| 28          | Lauri Korpikoski   | LW             | 28. Juli 1986 | 6                                           | 2                                           | 2                                           | 4                                           | 2                                           | +3                                          | Phoenix Coyotes (NHL)            |
| 21          | Jori Lehterä       | C              | 23. Dez. 1987 | 6                                           | 1                                           | 3                                           | 4                                           | 0                                           | +3                                          | HK Sibir Nowosibirsk (KHL)       |
| 41          | Antti Pihlström    | LW             | 22. Okt. 1984 | 5                                           | 0                                           | 0                                           | 0                                           | 0                                           | +1                                          | Salawat Julajew Ufa (KHL)        |
| 15          | Tuomo Ruutu        | C              | 16. Feb. 1983 | 6                                           | 1                                           | 4                                           | 5                                           | 2                                           | +6                                          | Carolina Hurricanes (NHL)        |
| 8           | Teemu Selänne      | RW             | 3. Juli 1970  | 6                                           | 4                                           | 2                                           | 6                                           | 4                                           | +3                                          | Anaheim Ducks (NHL)              |
| 23          | Sakari Salminen    | RW             | 31. Mai 1988  | 2                                           | 0                                           | 0                                           | 0                                           | 4                                           | +1                                          | Torpedo Nischni Nowgorod (KHL)   |
| Verteidiger |                    |                |               |                                             |                                             |                                             |                                             |                                             |                                             |                                  |
| Nr.         | Name               | Name           | Geburtsdatum  | Sp                                          | T                                           | V                                           | Pkt                                         | SM                                          | +/−                                         | Team                             |
| 5           | Lasse Kukkonen     | Lasse Kukkonen | 18. Sep. 1981 | 6                                           | 0                                           | 0                                           | 0                                           | 2                                           | +4                                          | Kärpät Oulu (KHL)                |
| 38          | Juuso Hietanen     | Juuso Hietanen | 14. Juni 1985 | 6                                           | 1                                           | 0                                           | 1                                           | 0                                           | +4                                          | Torpedo Nischni Nowgorod (KHL)   |
| 18          | Sami Lepistö       | Sami Lepistö   | 17. Okt. 1984 | 6                                           | 1                                           | 1                                           | 2                                           | 0                                           | +5                                          | Awtomobilist Jekaterinburg (KHL) |
| 3           | Olli Määttä        | Olli Määttä    | 22. Aug. 1994 | 6                                           | 3                                           | 2                                           | 5                                           | 0                                           | +1                                          | Pittsburgh Penguins (NHL)        |
| 6           | Sami Salo          | Sami Salo      | 2. Sep. 1974  | 6                                           | 0                                           | 1                                           | 1                                           | 0                                           | +2                                          | Tampa Bay Lightning (NHL)        |
| 44          | Kimmo Timonen      | Kimmo Timonen  | 18. März 1975 | 6                                           | 0                                           | 2                                           | 2                                           | 0                                           | +4                                          | Philadelphia Flyers (NHL)        |
| 4           | Ossi Väänänen      | Ossi Väänänen  | 8. Aug. 1980  | 6                                           | 0                                           | 2                                           | 2                                           | 0                                           | +3                                          | Jokerit Helsinki (Liiga)         |
| 45          | Sami Vatanen       | Sami Vatanen   | 3. Juni 1991  | 6                                           | 0                                           | 5                                           | 5                                           | 0                                           | +3                                          | Anaheim Ducks (NHL)              |

| Torhüter | Torhüter      | Torhüter      | Torhüter | Torhüter | Torhüter | Torhüter | Torhüter | Torhüter | Torhüter | Torhüter | Torhüter              | Torhüter |
| Nr.      | Name          | Geburtsdatum  | Sp       | S        | N        | Min      | GT       | SO       | Sv%      | GTS      | Team                  |          |
| -------- | ------------- | ------------- | -------- | -------- | -------- | -------- | -------- | -------- | -------- | -------- | --------------------- | -------- |
| 32       | Kari Lehtonen | 16. Nov. 1983 | 2        | 1        | 1        | 119:16   | 3        | 0        | 93,48    | 1,51     | Dallas Stars (NHL)    |          |
| 31       | Antti Niemi   | 29. Aug. 1983 | −        | −        | −        | −        | −        | −        | −        | −        | San Jose Sharks (NHL) |          |
| 40       | Tuukka Rask   | 10. März 1987 | 4        | 3        | 1        | 242:32   | 7        | 1        | 93,75    | 1,73     | Boston Bruins (NHL)   |          |

| Offizielle        | Offizielle | Offizielle       | Offizielle    |
| Position          |            | Name             | Geburtsdatum  |
| ----------------- | ---------- | ---------------- | ------------- |
| Cheftrainer       | Finnland   | Erkka Westerlund | 30. März 1957 |
| Assistenztrainer  | Finnland   | Lauri Marjamäki  | 29. Mai 1977  |
| Assistenztrainer  | Finnland   | Hannu Virta      | 22. März 1963 |
| General Manager   | Finnland   | Jari Kurri       | 18. Mai 1960  |
| Mannschaftsführer | Finnland   | Timo Jutila      | 24. Dez. 1963 |

## KanadaKanada
| Angreifer   | Angreifer           | Angreifer           | Angreifer     | Angreifer                                    | Angreifer                                    | Angreifer                                    | Angreifer                                    | Angreifer                                    | Angreifer                                    | Angreifer                   |
| Nr.         | Name                | Pos                 | Geburtsdatum  | Sp                                           | T                                            | V                                            | Pkt                                          | SM                                           | +/−                                          | Team                        |
| ----------- | ------------------- | ------------------- | ------------- | -------------------------------------------- | -------------------------------------------- | -------------------------------------------- | -------------------------------------------- | -------------------------------------------- | -------------------------------------------- | --------------------------- |
| 22          | Jamie Benn          | LW                  | 18. Juli 1989 | 6                                            | 2                                            | 0                                            | 2                                            | 4                                            | +1                                           | Dallas Stars (NHL)          |
| 37          | Patrice Bergeron    | C                   | 24. Juli 1985 | 6                                            | 0                                            | 2                                            | 2                                            | 4                                            | +4                                           | Boston Bruins (NHL)         |
| 77          | Jeff Carter         | C                   | 1. Jan. 1985  | 6                                            | 3                                            | 2                                            | 5                                            | 2                                            | +6                                           | Los Angeles Kings (NHL)     |
| 87          | Sidney Crosby       | C                   | 7. Aug. 1987  | 6                                            | 1                                            | 2                                            | 3                                            | 0                                            | +4                                           | Pittsburgh Penguins (NHL)   |
| 9           | Matt Duchene        | C                   | 16. Jan. 1991 | 4                                            | 0                                            | 0                                            | 0                                            | 0                                            | +1                                           | Colorado Avalanche (NHL)    |
| 15          | Ryan Getzlaf        | C                   | 10. Mai 1985  | 6                                            | 1                                            | 2                                            | 3                                            | 4                                            | +3                                           | Anaheim Ducks (NHL)         |
| 14          | Chris Kunitz        | LW                  | 26. Sep. 1979 | 6                                            | 1                                            | 0                                            | 1                                            | 6                                            | +2                                           | Pittsburgh Penguins (NHL)   |
| 12          | Patrick Marleau     | F                   | 15. Sep. 1979 | 6                                            | 0                                            | 4                                            | 4                                            | 2                                            | +3                                           | San Jose Sharks (NHL)       |
| 61          | Rick Nash           | LW                  | 16. Juni 1984 | 6                                            | 0                                            | 1                                            | 1                                            | 2                                            | +2                                           | New York Rangers (NHL)      |
| 24          | Corey Perry         | RW                  | 16. Mai 1985  | 6                                            | 0                                            | 1                                            | 1                                            | 2                                            | +2                                           | Anaheim Ducks (NHL)         |
| 10          | Patrick Sharp       | LW                  | 27. Dez. 1981 | 5                                            | 1                                            | 0                                            | 1                                            | 4                                            | +2                                           | Chicago Blackhawks (NHL)    |
| 26          | Martin St. Louis    | RW                  | 18. Juni 1975 | 5                                            | 0                                            | 0                                            | 0                                            | 2                                            | +2                                           | Tampa Bay Lightning (NHL)   |
|             | Steven Stamkos      | C                   | 7. Feb. 1990  | ersetzt durch Martin St. Louis am 6. Februar | ersetzt durch Martin St. Louis am 6. Februar | ersetzt durch Martin St. Louis am 6. Februar | ersetzt durch Martin St. Louis am 6. Februar | ersetzt durch Martin St. Louis am 6. Februar | ersetzt durch Martin St. Louis am 6. Februar | Tampa Bay Lightning (NHL)   |
| 20          | John Tavares        | C                   | 20. Sep. 1990 | 4                                            | 0                                            | 0                                            | 0                                            | 0                                            | +3                                           | New York Islanders (NHL)    |
| 16          | Jonathan Toews      | C                   | 29. Apr. 1988 | 6                                            | 1                                            | 2                                            | 3                                            | 0                                            | +3                                           | Chicago Blackhawks (NHL)    |
| Verteidiger |                     |                     |               |                                              |                                              |                                              |                                              |                                              |                                              |                             |
| Nr.         | Name                | Name                | Geburtsdatum  | Sp                                           | T                                            | V                                            | Pkt                                          | SM                                           | +/−                                          | Team                        |
| 19          | Jay Bouwmeester     | Jay Bouwmeester     | 27. Sep. 1983 | 6                                            | 0                                            | 1                                            | 1                                            | 0                                            | +3                                           | St. Louis Blues (NHL)       |
| 8           | Drew Doughty        | Drew Doughty        | 8. Dez. 1989  | 6                                            | 4                                            | 2                                            | 6                                            | 0                                            | +4                                           | Los Angeles Kings (NHL)     |
| 5           | Dan Hamhuis         | Dan Hamhuis         | 13. Dez. 1982 | 5                                            | 0                                            | 0                                            | 0                                            | 0                                            | +1                                           | Vancouver Canucks (NHL)     |
| 2           | Duncan Keith        | Duncan Keith        | 16. Juli 1983 | 6                                            | 0                                            | 1                                            | 1                                            | 4                                            | +6                                           | Chicago Blackhawks (NHL)    |
| 27          | Alex Pietrangelo    | Alex Pietrangelo    | 18. Jan. 1990 | 6                                            | 0                                            | 1                                            | 1                                            | 0                                            | +4                                           | St. Louis Blues (NHL)       |
| 76          | P. K. Subban        | P. K. Subban        | 13. Mai 1989  | 1                                            | 0                                            | 0                                            | 0                                            | 0                                            | ±0                                           | Canadiens de Montréal (NHL) |
| 44          | Marc-Édouard Vlasic | Marc-Édouard Vlasic | 30. März 1987 | 6                                            | 0                                            | 0                                            | 0                                            | 0                                            | +3                                           | San Jose Sharks (NHL)       |
| 6           | Shea Weber          | Shea Weber          | 14. Aug. 1985 | 6                                            | 3                                            | 3                                            | 6                                            | 0                                            | +5                                           | Nashville Predators (NHL)   |

| Torhüter | Torhüter       | Torhüter      | Torhüter | Torhüter | Torhüter | Torhüter | Torhüter | Torhüter | Torhüter | Torhüter | Torhüter                    | Torhüter |
| Nr.      | Name           | Geburtsdatum  | Sp       | S        | N        | Min      | GT       | SO       | Sv%      | GTS      | Team                        |          |
| -------- | -------------- | ------------- | -------- | -------- | -------- | -------- | -------- | -------- | -------- | -------- | --------------------------- | -------- |
| 1        | Roberto Luongo | 4. Apr. 1979  | 1        | 1        | 0        | 60:00    | 0        | 1        | 100,00   | 0,00     | Vancouver Canucks (NHL)     |          |
| 31       | Carey Price    | 16. Aug. 1987 | 5        | 5        | 0        | 302:32   | 3        | 2        | 97,17    | 0,59     | Canadiens de Montréal (NHL) |          |
| 41       | Mike Smith     | 22. März 1982 | −        | −        | −        | −        | −        | −        | −        | −        | Phoenix Coyotes (NHL)       |          |

| Offizielle        | Offizielle | Offizielle    | Offizielle    |
| Position          |            | Name          | Geburtsdatum  |
| ----------------- | ---------- | ------------- | ------------- |
| Cheftrainer       | Kanada     | Mike Babcock  | 29. Apr. 1963 |
| Assistenztrainer  | Kanada     | Ken Hitchcock | 17. Dez. 1951 |
| Assistenztrainer  | Kanada     | Claude Julien | 23. Apr. 1960 |
| Assistenztrainer  | Kanada     | Lindy Ruff    | 17. Feb. 1960 |
| General Manager   | Kanada     | Steve Yzerman | 9. Mai 1965   |
| Mannschaftsführer | Kanada     | Brad Pascall  | 29. Juli 1970 |

## LettlandLettland
| Angreifer   | Angreifer          | Angreifer         | Angreifer     | Angreifer | Angreifer | Angreifer | Angreifer | Angreifer | Angreifer | Angreifer                                  |
| Nr.         | Name               | Pos               | Geburtsdatum  | Sp        | T         | V         | Pkt       | SM        | +/−       | Team                                       |
| ----------- | ------------------ | ----------------- | ------------- | --------- | --------- | --------- | --------- | --------- | --------- | ------------------------------------------ |
| 21          | Armands Bērziņš    | C                 | 27. Dez. 1983 | 2         | 0         | 0         | 0         | 0         | ±0        | HK Beibarys Atyrau (Kasach. Meisterschaft) |
| 47          | Mārtiņš Cipulis    | LW                | 29. Nov. 1980 | 5         | 0         | 0         | 0         | 0         | +1        | Dinamo Riga (KHL)                          |
| 10          | Lauris Dārziņš     | LW                | 28. Jan. 1985 | 5         | 4         | 1         | 5         | 2         | ±0        | HK Traktor Tscheljabinsk (KHL)             |
| 16          | Kaspars Daugaviņš  | LW                | 18. Mai 1988  | 4         | 0         | 2         | 2         | 0         | ±0        | Genève-Servette HC (NLA)                   |
| 28          | Zemgus Girgensons  | C                 | 5. Jan. 1994  | 5         | 1         | 1         | 2         | 2         | −2        | Buffalo Sabres (NHL)                       |
| 70          | Miks Indrašis      | RW                | 30. Sep. 1990 | 5         | 0         | 0         | 0         | 2         | −2        | Dinamo Riga (KHL)                          |
| 51          | Koba Jass          | LW                | 4. Mai 1990   | 3         | 0         | 0         | 0         | 4         | ±0        | Bílí Tygři Liberec (Tschech. Extraliga)    |
| 15          | Mārtiņš Karsums    | RW                | 26. Feb. 1986 | 5         | 0         | 1         | 1         | 2         | −1        | HK Dynamo Moskau (KHL)                     |
| 91          | Ronalds Ķēniņš     | LW                | 28. Feb. 1991 | 5         | 0         | 0         | 0         | 2         | +1        | ZSC Lions (NLA)                            |
| 79          | Vitālijs Pavlovs   | RW                | 17. Juni 1989 | 5         | 0         | 1         | 1         | 0         | +1        | Dinamo Riga (KHL)                          |
| 24          | Miķelis Rēdlihs    | RW                | 1. Juli 1984  | 5         | 0         | 1         | 1         | 4         | −2        | Lokomotive Jaroslawl (KHL)                 |
| 5           | Jānis Sprukts      | C                 | 31. Jan. 1982 | 5         | 2         | 2         | 4         | 0         | −1        | Lokomotive Jaroslawl (KHL)                 |
| 3           | Juris Štāls        | RW                | 8. Apr. 1982  | 3         | 0         | 0         | 0         | 0         | ±0        | HK Poprad (Slowak. Extraliga)              |
| 12          | Herberts Vasiļjevs | RW                | 27. Mai 1976  | 3         | 1         | 0         | 1         | 0         | ±0        | Krefeld Pinguine (DEL)                     |
| Verteidiger |                    |                   |               |           |           |           |           |           |           |                                            |
| Nr.         | Name               | Name              | Geburtsdatum  | Sp        | T         | V         | Pkt       | SM        | +/−       | Team                                       |
| 37          | Oskars Bārtulis    | Oskars Bārtulis   | 21. Jan. 1987 | 5         | 1         | 0         | 1         | 0         | −3        | HK Donbass Donezk (KHL)                    |
| 29          | Ralfs Freibergs    | Ralfs Freibergs   | 17. Mai 1991  | 5         | 0         | 1         | 1         | 0         | ±0        | Bowling Green State University (WCHA)      |
| 32          | Artūrs Kulda       | Artūrs Kulda      | 25. Juni 1988 | 5         | 0         | 1         | 1         | 2         | −3        | Salawat Julajew Ufa (KHL)                  |
| 8           | Sandis Ozoliņš     | Sandis Ozoliņš    | 3. Aug. 1972  | 5         | 0         | 0         | 0         | 8         | −1        | Dinamo Riga (KHL)                          |
| 81          | Georgijs Pujacs    | Georgijs Pujacs   | 11. Juni 1981 | 5         | 0         | 1         | 1         | 2         | +1        | Dinamo Riga (KHL)                          |
| 9           | Krišjānis Rēdlihs  | Krišjānis Rēdlihs | 15. Jan. 1981 | 5         | 0         | 2         | 2         | 2         | ±0        | Dinamo Riga (KHL)                          |
| 6           | Arvīds Reķis       | Arvīds Reķis      | 1. Jan. 1979  | 5         | 0         | 0         | 0         | 4         | ±0        | Dinamo Riga (KHL)                          |
| 11          | Kristaps Sotnieks  | Kristaps Sotnieks | 29. Jan. 1987 | 5         | 0         | 1         | 1         | 0         | +1        | Dinamo Riga (KHL)                          |

| Torhüter | Torhüter            | Torhüter      | Torhüter | Torhüter | Torhüter | Torhüter | Torhüter | Torhüter | Torhüter | Torhüter | Torhüter                      | Torhüter |
| Nr.      | Name                | Geburtsdatum  | Sp       | S        | N        | Min      | GT       | SO       | Sv%      | GTS      | Team                          |          |
| -------- | ------------------- | ------------- | -------- | -------- | -------- | -------- | -------- | -------- | -------- | -------- | ----------------------------- | -------- |
| 50       | Kristers Gudļevskis | 31. Juli 1992 | 2        | 0        | 2        | 118:48   | 7        | 0        | 91,95    | 3,54     | Syracuse Crunch (AHL)         |          |
| 31       | Edgars Masaļskis    | 31. März 1980 | 3        | 1        | 2        | 179:52   | 6        | 0        | 94,59    | 2,00     | HK Poprad (Slowak. Extraliga) |          |
| 1        | Ervīns Muštukovs    | 7. Apr. 1984  | −        | −        | −        | −        | −        | −        | −        | −        | Esbjerg IK (Metal Ligaen)     |          |

| Offizielle       | Offizielle | Offizielle       | Offizielle    |
| Position         |            | Name             | Geburtsdatum  |
| ---------------- | ---------- | ---------------- | ------------- |
| Cheftrainer      | Kanada     | Ted Nolan        | 7. Apr. 1958  |
| Assistenztrainer | Kanada     | Tom Coolen       | 20. Nov. 1953 |
| Assistenztrainer | Lettland   | Kārlis Zirnis    | 2. Nov. 1977  |
| General Manager  | Lettland   | Māris Baldonieks | 24. Mai 1955  |

## NorwegenNorwegen
| Angreifer   | Angreifer               | Angreifer              | Angreifer     | Angreifer                                           | Angreifer                                           | Angreifer                                           | Angreifer                                           | Angreifer                                           | Angreifer                                           | Angreifer                      |
| Nr.         | Name                    | Pos                    | Geburtsdatum  | Sp                                                  | T                                                   | V                                                   | Pkt                                                 | SM                                                  | +/−                                                 | Team                           |
| ----------- | ----------------------- | ---------------------- | ------------- | --------------------------------------------------- | --------------------------------------------------- | --------------------------------------------------- | --------------------------------------------------- | --------------------------------------------------- | --------------------------------------------------- | ------------------------------ |
| 21          | Morten Ask              | C                      | 14. Mai 1980  | 4                                                   | 0                                                   | 0                                                   | 0                                                   | 2                                                   | −4                                                  | Vålerenga IF Oslo (GET-ligaen) |
| 20          | Anders Bastiansen       | LW                     | 31. Okt. 1980 | 3                                                   | 0                                                   | 0                                                   | 0                                                   | 0                                                   | −1                                                  | Färjestad BK (SHL)             |
| 29          | Robin Dahlstrøm         | RW                     | 29. Jan. 1988 | 4                                                   | 0                                                   | 0                                                   | 0                                                   | 0                                                   | −1                                                  | Örebro HK (SHL)                |
| 26          | Kristian Forsberg       | RW                     | 5. Mai 1986   | 4                                                   | 0                                                   | 0                                                   | 0                                                   | 0                                                   | −5                                                  | MODO Hockey (SHL)              |
| 8           | Mads Hansen             | C                      | 16. Sep. 1978 | 4                                                   | 0                                                   | 0                                                   | 0                                                   | 0                                                   | −6                                                  | Storhamar Dragons (GET-ligaen) |
| 12          | Marius Holtet           | C                      | 31. Aug. 1984 | ersetzt durch Fredrik Lystad Jacobsen am 5. Februar | ersetzt durch Fredrik Lystad Jacobsen am 5. Februar | ersetzt durch Fredrik Lystad Jacobsen am 5. Februar | ersetzt durch Fredrik Lystad Jacobsen am 5. Februar | ersetzt durch Fredrik Lystad Jacobsen am 5. Februar | ersetzt durch Fredrik Lystad Jacobsen am 5. Februar | Färjestad BK (SHL)             |
| 43          | Fredrik Lystad Jacobsen | RW                     | 15. Feb. 1990 | 2                                                   | 0                                                   | 0                                                   | 0                                                   | 0                                                   | −1                                                  | Storhamar Dragons (GET-ligaen) |
| 13          | Sondre Olden            | LW                     | 29. Aug. 1992 | 4                                                   | 0                                                   | 0                                                   | 0                                                   | 0                                                   | −2                                                  | Vålerenga IF Oslo (GET-ligaen) |
| 40          | Ken André Olimb         | LW                     | 21. Jan. 1989 | 4                                                   | 0                                                   | 0                                                   | 0                                                   | 2                                                   | −2                                                  | Düsseldorfer EG (DEL)          |
| 46          | Mathis Olimb            | C                      | 1. Feb. 1986  | 4                                                   | 0                                                   | 2                                                   | 2                                                   | 4                                                   | −2                                                  | Frölunda HC (SHL)              |
| 51          | Mats Rosseli Olsen      | LW                     | 29. Apr. 1991 | 4                                                   | 0                                                   | 0                                                   | 0                                                   | 0                                                   | −4                                                  | Frölunda HC (SHL)              |
| 28          | Niklas Roest            | RW                     | 3. Aug. 1986  | 3                                                   | 0                                                   | 0                                                   | 0                                                   | 0                                                   | −3                                                  | BIK Karlskoga (Allsvenskan)    |
| 22          | Martin Røymark          | LW                     | 10. Nov. 1986 | 4                                                   | 0                                                   | 0                                                   | 0                                                   | 0                                                   | −6                                                  | Färjestad BK (SHL)             |
| 19          | Per-Åge Skrøder         | LW                     | 4. Aug. 1978  | 4                                                   | 2                                                   | 0                                                   | 2                                                   | 0                                                   | −3                                                  | MODO Hockey (SHL)              |
| 41          | Patrick Thoresen        | LW                     | 7. Nov. 1983  | 4                                                   | 1                                                   | 1                                                   | 2                                                   | 2                                                   | −1                                                  | SKA Sankt Petersburg (KHL)     |
| 36          | Mats Zuccarello         | RW                     | 1. Sep. 1987  | 3                                                   | 0                                                   | 0                                                   | 0                                                   | 2                                                   | −2                                                  | New York Rangers (NHL)         |
| Verteidiger |                         |                        |               |                                                     |                                                     |                                                     |                                                     |                                                     |                                                     |                                |
| Nr.         | Name                    | Name                   | Geburtsdatum  | Sp                                                  | T                                                   | V                                                   | Pkt                                                 | SM                                                  | +/−                                                 | Team                           |
| 47          | Alexander Bonsaksen     | Alexander Bonsaksen    | 24. Jan. 1987 | 4                                                   | 0                                                   | 0                                                   | 0                                                   | 8                                                   | −8                                                  | Vålerenga IF Oslo (GET-ligaen) |
| 6           | Jonas Holøs             | Jonas Holøs            | 27. Aug. 1987 | 4                                                   | 0                                                   | 1                                                   | 1                                                   | 0                                                   | −8                                                  | Lokomotive Jaroslawl (KHL)     |
| 39          | Henrik Solberg          | Henrik Solberg         | 15. Apr. 1987 | 4                                                   | 0                                                   | 0                                                   | 0                                                   | 2                                                   | −3                                                  | Stavanger Oilers (GET-ligaen)  |
| 4           | Daniel Sørvik           | Daniel Sørvik          | 11. März 1990 | 2                                                   | 0                                                   | 0                                                   | 0                                                   | 0                                                   | ±0                                                  | Vålerenga IF Oslo (GET-ligaen) |
| 55          | Ole-Kristian Tollefsen  | Ole-Kristian Tollefsen | 29. März 1984 | 4                                                   | 0                                                   | 0                                                   | 0                                                   | 0                                                   | −4                                                  | Färjestad BK (SHL)             |
| 23          | Mats Trygg              | Mats Trygg             | 1. Juni 1976  | 3                                                   | 0                                                   | 0                                                   | 0                                                   | 0                                                   | −2                                                  | Lørenskog IK (GET-ligaen)      |
| 42          | Henrik Ødegaard         | Henrik Ødegaard        | 12. Feb. 1988 | 4                                                   | 0                                                   | 0                                                   | 0                                                   | 0                                                   | −3                                                  | Missouri Mavericks (CHL)       |

| Torhüter | Torhüter       | Torhüter      | Torhüter | Torhüter | Torhüter | Torhüter | Torhüter | Torhüter | Torhüter | Torhüter | Torhüter                       | Torhüter |
| Nr.      | Name           | Geburtsdatum  | Sp       | S        | N        | Min      | GT       | SO       | Sv%      | GTS      | Team                           |          |
| -------- | -------------- | ------------- | -------- | -------- | -------- | -------- | -------- | -------- | -------- | -------- | ------------------------------ | -------- |
| 30       | Lars Haugen    | 19. März 1987 | 4        | 0        | 4        | 197:59   | 12       | 0        | 88,89    | 3,64     | HK Dinamo Minsk (KHL)          |          |
| 34       | Lars Volden    | 26. Juli 1992 | 0        | 0        | 0        | 40:00    | 3        | 0        | 88,46    | 4,50     | Espoo Blues (Liiga)            |          |
| 70       | Steffen Søberg | 6. Aug. 1993  | −        | −        | −        | −        | −        | −        | −        | −        | Vålerenga IF Oslo (GET-ligaen) |          |

| Offizielle       | Offizielle | Offizielle          | Offizielle    |
| Position         |            | Name                | Geburtsdatum  |
| ---------------- | ---------- | ------------------- | ------------- |
| Cheftrainer      | Norwegen   | Roy Johansen        | 27. Apr. 1960 |
| Assistenztrainer | Norwegen   | Bjørn Mathisrud     | 21. Jan. 1957 |
| Assistenztrainer | Norwegen   | Knut Jørgen Stubdal | 30. Juni 1961 |
| General Manager  | Norwegen   | Jon Haukeland       | 18. März 1953 |

## OsterreichÖsterreich
| Angreifer   | Angreifer             | Angreifer             | Angreifer     | Angreifer                                | Angreifer                                | Angreifer                                | Angreifer                                | Angreifer                                | Angreifer                                | Angreifer                   |
| Nr.         | Name                  | Pos                   | Geburtsdatum  | Sp                                       | T                                        | V                                        | Pkt                                      | SM                                       | +/−                                      | Team                        |
| ----------- | --------------------- | --------------------- | ------------- | ---------------------------------------- | ---------------------------------------- | ---------------------------------------- | ---------------------------------------- | ---------------------------------------- | ---------------------------------------- | --------------------------- |
| 40          | Michael Grabner       | RW                    | 5. Okt. 1987  | 4                                        | 5                                        | 1                                        | 6                                        | 0                                        | −2                                       | New York Islanders (NHL)    |
| 89          | Raphael Herburger     | F                     | 2. Jan. 1989  | 2                                        | 0                                        | 0                                        | 0                                        | 2                                        | −1                                       | EHC Biel (NLA)              |
| 27          | Thomas Hundertpfund   | F                     | 14. Dez. 1989 | 4                                        | 1                                        | 0                                        | 1                                        | 2                                        | −2                                       | Timrå IK (Allsvenskan)      |
| 25          | Matthias Iberer       | F                     | 29. Apr. 1985 | 4                                        | 0                                        | 0                                        | 0                                        | 0                                        | −1                                       | EHC Linz (EBEL)             |
| 18          | Thomas Koch           | C                     | 17. Aug. 1983 | 4                                        | 0                                        | 0                                        | 0                                        | 0                                        | −3                                       | EC KAC (EBEL)               |
| -           | Andreas Kristler      | LW                    | 30. Aug. 1990 | ersetzt durch Andreas Nödl am 27. Januar | ersetzt durch Andreas Nödl am 27. Januar | ersetzt durch Andreas Nödl am 27. Januar | ersetzt durch Andreas Nödl am 27. Januar | ersetzt durch Andreas Nödl am 27. Januar | ersetzt durch Andreas Nödl am 27. Januar | EC Red Bull Salzburg (EBEL) |
| 15          | Manuel Latusa         | RW                    | 23. Jan. 1984 | 4                                        | 0                                        | 0                                        | 0                                        | 2                                        | −2                                       | EC Red Bull Salzburg (EBEL) |
| 77          | Brian Lebler          | RW                    | 16. Juli 1988 | 4                                        | 0                                        | 2                                        | 2                                        | 2                                        | −2                                       | EHC Linz (EBEL)             |
| 14          | Andreas Nödl          | RW                    | 28. Feb. 1987 | 4                                        | 0                                        | 0                                        | 0                                        | 0                                        | −4                                       | EC Red Bull Salzburg (EBEL) |
| 10          | Daniel Oberkofler     | LW                    | 16. Juli 1988 | 3                                        | 0                                        | 0                                        | 0                                        | 0                                        | −1                                       | EHC Linz (EBEL)             |
| 12          | Michael Raffl         | LW                    | 1. Dez. 1988  | 4                                        | 1                                        | 2                                        | 3                                        | 4                                        | −4                                       | Philadelphia Flyers (NHL)   |
| 5           | Thomas Raffl          | LW                    | 19. Juni 1986 | 4                                        | 0                                        | 0                                        | 0                                        | 0                                        | −5                                       | EC Red Bull Salzburg (EBEL) |
| 91          | Oliver Setzinger      | F                     | 11. Juli 1983 | 2                                        | 0                                        | 1                                        | 1                                        | 0                                        | −3                                       | Lausanne HC (NLA)           |
| 26          | Thomas Vanek          | LW                    | 19. Jan. 1984 | 4                                        | 0                                        | 1                                        | 1                                        | 4                                        | −4                                       | New York Islanders (NHL)    |
| 20          | Daniel Welser         | F                     | 16. Feb. 1983 | 3                                        | 0                                        | 1                                        | 1                                        | 2                                        | +1                                       | EC Red Bull Salzburg (EBEL) |
| Verteidiger |                       |                       |               |                                          |                                          |                                          |                                          |                                          |                                          |                             |
| Nr.         | Name                  | Name                  | Geburtsdatum  | Sp                                       | T                                        | V                                        | Pkt                                      | SM                                       | +/−                                      | Team                        |
| 41          | Mario Altmann         | Mario Altmann         | 4. Nov. 1986  | 4                                        | 0                                        | 0                                        | 0                                        | 6                                        | −5                                       | EC VSV (EBEL)               |
| 48          | Florian Iberer        | Florian Iberer        | 7. Dez. 1982  | 4                                        | 0                                        | 0                                        | 0                                        | 0                                        | −2                                       | EC KAC (EBEL)               |
| 64          | André Lakos           | André Lakos           | 29. Juli 1979 | 4                                        | 0                                        | 0                                        | 0                                        | 4                                        | −4                                       | Vienna Capitals (EBEL)      |
| 55          | Robert Lukas          | Robert Lukas          | 29. Aug. 1978 | 4                                        | 0                                        | 1                                        | 1                                        | 0                                        | −1                                       | EHC Linz (EBEL)             |
| 22          | Thomas Pöck           | Thomas Pöck           | 2. Dez. 1981  | 4                                        | 0                                        | 1                                        | 1                                        | 0                                        | +2                                       | EC KAC (EBEL)               |
| 51          | Matthias Trattnig     | Matthias Trattnig     | 22. Apr. 1979 | 4                                        | 0                                        | 1                                        | 1                                        | 2                                        | −3                                       | EC Red Bull Salzburg (EBEL) |
| 7           | Stefan Ulmer          | Stefan Ulmer          | 1. Dez. 1990  | 4                                        | 0                                        | 0                                        | 0                                        | 0                                        | −2                                       | HC Lugano (NLA)             |
| 4           | Gerhard Unterluggauer | Gerhard Unterluggauer | 15. Aug. 1976 | 4                                        | 0                                        | 0                                        | 0                                        | 0                                        | −5                                       | EC VSV (EBEL)               |

| Torhüter | Torhüter           | Torhüter      | Torhüter                                  | Torhüter                                  | Torhüter                                  | Torhüter                                  | Torhüter                                  | Torhüter                                  | Torhüter                                  | Torhüter                                  | Torhüter                | Torhüter |
| Nr.      | Name               | Geburtsdatum  | Sp                                        | S                                         | N                                         | Min                                       | GT                                        | SO                                        | Sv%                                       | GTS                                       | Team                    |          |
| -------- | ------------------ | ------------- | ----------------------------------------- | ----------------------------------------- | ----------------------------------------- | ----------------------------------------- | ----------------------------------------- | ----------------------------------------- | ----------------------------------------- | ----------------------------------------- | ----------------------- | -------- |
| 24       | Mathias Lange      | 13. Apr. 1985 | 2                                         | 1                                         | 1                                         | 139:38                                    | 4                                         | 0                                         | 95,24                                     | 1,72                                      | Iserlohn Roosters (DEL) |          |
| 29       | Bernhard Starkbaum | 19. Feb. 1986 | 2                                         | 0                                         | 2                                         | 100:00                                    | 14                                        | 0                                         | 83,13                                     | 8,40                                      | Brynäs IF (SHL)         |          |
| 30       | René Swette        | 21. Aug. 1988 | −                                         | −                                         | −                                         | −                                         | −                                         | −                                         | −                                         | −                                         | EC KAC (EBEL)           |          |
| 31       | Fabian Weinhandl   | 3. Jan. 1987  | ersetzt durch Mathias Lange am 27. Januar | ersetzt durch Mathias Lange am 27. Januar | ersetzt durch Mathias Lange am 27. Januar | ersetzt durch Mathias Lange am 27. Januar | ersetzt durch Mathias Lange am 27. Januar | ersetzt durch Mathias Lange am 27. Januar | ersetzt durch Mathias Lange am 27. Januar | ersetzt durch Mathias Lange am 27. Januar | EC KAC (EBEL)           |          |

| Offizielle       | Offizielle | Offizielle       | Offizielle    |
| Position         |            | Name             | Geburtsdatum  |
| ---------------- | ---------- | ---------------- | ------------- |
| Cheftrainer      | Osterreich | Emanuel Viveiros | 8. Jan. 1966  |
| Assistenztrainer | Kanada     | Rob Daum         | 19. Jan. 1958 |
| Assistenztrainer | Schweiz    | Christian Weber  | 19. Feb. 1964 |
| General Manager  | Finnland   | Alpo Suhonen     | 17. Juni 1948 |

## RusslandRussland
| Angreifer   | Angreifer              | Angreifer           | Angreifer     | Angreifer                                    | Angreifer                                    | Angreifer                                    | Angreifer                                    | Angreifer                                    | Angreifer                                    | Angreifer                   |
| Nr.         | Name                   | Pos                 | Geburtsdatum  | Sp                                           | T                                            | V                                            | Pkt                                          | SM                                           | +/−                                          | Team                        |
| ----------- | ---------------------- | ------------------- | ------------- | -------------------------------------------- | -------------------------------------------- | -------------------------------------------- | -------------------------------------------- | -------------------------------------------- | -------------------------------------------- | --------------------------- |
| 42          | Artjom Anissimow       | C                   | 24. Mai 1988  | 5                                            | 0                                            | 0                                            | 0                                            | 2                                            | −1                                           | Columbus Blue Jackets (NHL) |
| 13          | Pawel Dazjuk           | F                   | 20. Juli 1978 | 5                                            | 2                                            | 4                                            | 6                                            | 0                                            | +3                                           | Detroit Red Wings (NHL)     |
| 19          | Denis Kokarew          | F                   | 17. Juni 1985 | ersetzt durch Alexander Switow am 27. Januar | ersetzt durch Alexander Switow am 27. Januar | ersetzt durch Alexander Switow am 27. Januar | ersetzt durch Alexander Switow am 27. Januar | ersetzt durch Alexander Switow am 27. Januar | ersetzt durch Alexander Switow am 27. Januar | HK Dynamo Moskau (KHL)      |
| 71          | Ilja Kowaltschuk       | RW                  | 15. Apr. 1983 | 5                                            | 3                                            | 0                                            | 3                                            | 2                                            | +3                                           | SKA Sankt Petersburg (KHL)  |
| 41          | Nikolai Kuljomin       | LW                  | 14. Juli 1986 | 5                                            | 0                                            | 0                                            | 0                                            | 2                                            | ±0                                           | Toronto Maple Leafs (NHL)   |
| 11          | Jewgeni Malkin         | C                   | 31. Juli 1986 | 5                                            | 1                                            | 2                                            | 3                                            | 2                                            | +2                                           | Pittsburgh Penguins (NHL)   |
| 43          | Waleri Nitschuschkin   | RW                  | 4. März 1995  | 5                                            | 1                                            | 0                                            | 1                                            | 0                                            | −2                                           | Dallas Stars (NHL)          |
| 8           | Alexander Owetschkin   | LW                  | 17. Sep. 1985 | 5                                            | 1                                            | 1                                            | 2                                            | 0                                            | +2                                           | Washington Capitals (NHL)   |
| 24          | Alexander Popow        | F                   | 31. Aug. 1980 | 5                                            | 0                                            | 0                                            | 0                                            | 0                                            | +1                                           | HK Awangard Omsk (KHL)      |
| 47          | Alexander Radulow      | RW                  | 5. Juli 1986  | 5                                            | 3                                            | 3                                            | 6                                            | 4                                            | +4                                           | HK ZSKA Moskau (KHL)        |
| 6           | Sergei Soin            | C                   | 31. März 1982 | ersetzt durch Alexander Sjomin am 22. Januar | ersetzt durch Alexander Sjomin am 22. Januar | ersetzt durch Alexander Sjomin am 22. Januar | ersetzt durch Alexander Sjomin am 22. Januar | ersetzt durch Alexander Sjomin am 22. Januar | ersetzt durch Alexander Sjomin am 22. Januar | HK Dynamo Moskau (KHL)      |
| 15          | Alexander Switow       | C                   | 3. Nov. 1982  | −                                            | −                                            | −                                            | −                                            | −                                            | −                                            | Ak Bars Kasan (KHL)         |
| 91          | Wladimir Tarassenko    | RW                  | 13. Dez. 1991 | 5                                            | 0                                            | 1                                            | 1                                            | 0                                            | −1                                           | St. Louis Blues (NHL)       |
| 27          | Alexei Tereschtschenko | C                   | 16. Dez. 1980 | 5                                            | 1                                            | 2                                            | 3                                            | 2                                            | +1                                           | Ak Bars Kasan (KHL)         |
| 10          | Wiktor Tichonow        | RW                  | 12. Mai 1988  | 2                                            | 0                                            | 1                                            | 1                                            | 0                                            | +1                                           | SKA Sankt Petersburg (KHL)  |
| 28          | Alexander Sjomin       | LW                  | 3. März 1984  | 5                                            | 0                                            | 1                                            | 1                                            | 0                                            | +2                                           | Carolina Hurricanes (NHL)   |
| Verteidiger |                        |                     |               |                                              |                                              |                                              |                                              |                                              |                                              |                             |
| Nr.         | Name                   | Name                | Geburtsdatum  | Sp                                           | T                                            | V                                            | Pkt                                          | SM                                           | +/−                                          | Team                        |
| 77          | Anton Below            | Anton Below         | 26. Juli 1986 | 5                                            | 1                                            | 0                                            | 1                                            | 0                                            | ±0                                           | Edmonton Oilers (NHL)       |
| 79          | Andrei Markow          | Andrei Markow       | 20. Dez. 1978 | 5                                            | 0                                            | 2                                            | 2                                            | 0                                            | +2                                           | Canadiens de Montréal (NHL) |
| 82          | Jewgeni Medwedew       | Jewgeni Medwedew    | 27. Aug. 1982 | 5                                            | 0                                            | 1                                            | 1                                            | 2                                            | +2                                           | Ak Bars Kasan (KHL)         |
| 6           | Nikita Nikitin         | Nikita Nikitin      | 16. Juni 1986 | 5                                            | 0                                            | 1                                            | 1                                            | 0                                            | ±0                                           | Columbus Blue Jackets (NHL) |
| 5           | Ilja Nikulin           | Ilja Nikulin        | 12. März 1982 | 3                                            | 0                                            | 0                                            | 0                                            | 2                                            | +1                                           | Ak Bars Kasan (KHL)         |
| 51          | Fjodor Tjutin          | Fjodor Tjutin       | 19. Juli 1983 | 5                                            | 0                                            | 0                                            | 0                                            | 4                                            | +1                                           | Columbus Blue Jackets (NHL) |
| 26          | Wjatscheslaw Woinow    | Wjatscheslaw Woinow | 15. Jan. 1990 | 5                                            | 0                                            | 0                                            | 0                                            | 0                                            | +2                                           | Los Angeles Kings (NHL)     |
| 74          | Alexei Jemelin         | Alexei Jemelin      | 25. Apr. 1986 | 5                                            | 0                                            | 0                                            | 0                                            | 8                                            | +2                                           | Canadiens de Montréal (NHL) |

| Torhüter | Torhüter             | Torhüter      | Torhüter | Torhüter | Torhüter | Torhüter | Torhüter | Torhüter | Torhüter | Torhüter | Torhüter                    | Torhüter |
| Nr.      | Name                 | Geburtsdatum  | Sp       | S        | N        | Min      | GT       | SO       | Sv%      | GTS      | Team                        |          |
| -------- | -------------------- | ------------- | -------- | -------- | -------- | -------- | -------- | -------- | -------- | -------- | --------------------------- | -------- |
| 72       | Sergei Bobrowski     | 20. Sep. 1988 | 3        | 1        | 1        | 157:12   | 3        | 1        | 95,24    | 1,15     | Columbus Blue Jackets (NHL) |          |
| 1        | Semjon Warlamow      | 27. Apr. 1988 | 3        | 1        | 1        | 151:42   | 5        | 1        | 91,07    | 1,98     | Colorado Avalanche (NHL)    |          |
| 30       | Alexander Jerjomenko | 10. Apr. 1980 | −        | −        | −        | −        | −        | −        | −        | −        | HK Dynamo Moskau (KHL)      |          |

| Offizielle       | Offizielle | Offizielle             | Offizielle    |
| Position         |            | Name                   | Geburtsdatum  |
| ---------------- | ---------- | ---------------------- | ------------- |
| Cheftrainer      | Russland   | Sinetula Biljaletdinow | 13. März 1955 |
| Assistenztrainer | Russland   | Waleri Below           | 24. Jan. 1967 |
| General Manager  | Russland   | Alexei Kassatonow      | 14. Okt. 1959 |

## SchwedenSchweden
| Angreifer   | Angreifer            | Angreifer            | Angreifer     | Angreifer                                    | Angreifer                                    | Angreifer                                    | Angreifer                                    | Angreifer                                    | Angreifer                                    | Angreifer                 |
| Nr.         | Name                 | Pos                  | Geburtsdatum  | Sp                                           | T                                            | V                                            | Pkt                                          | SM                                           | +/−                                          | Team                      |
| ----------- | -------------------- | -------------------- | ------------- | -------------------------------------------- | -------------------------------------------- | -------------------------------------------- | -------------------------------------------- | -------------------------------------------- | -------------------------------------------- | ------------------------- |
| 11          | Daniel Alfredsson    | RW                   | 11. Dez. 1972 | 6                                            | 2                                            | 2                                            | 4                                            | 2                                            | ±0                                           | Detroit Red Wings (NHL)   |
| 19          | Nicklas Bäckström    | C                    | 23. Nov. 1987 | 5                                            | 0                                            | 4                                            | 4                                            | 0                                            | +3                                           | Washington Capitals (NHL) |
| 14          | Patrik Berglund      | C                    | 2. Juni 1988  | 6                                            | 2                                            | 1                                            | 3                                            | 4                                            | −1                                           | St. Louis Blues (NHL)     |
| 42          | Jimmie Ericsson      | LW                   | 22. Feb. 1980 | 6                                            | 1                                            | 1                                            | 2                                            | 6                                            | ±0                                           | Skellefteå AIK (SHL)      |
| 21          | Loui Eriksson        | LW                   | 17. Juli 1985 | 6                                            | 2                                            | 1                                            | 3                                            | 0                                            | ±0                                           | Boston Bruins (NHL)       |
|             | Johan Franzén        | C                    | 23. Dez. 1979 | ersetzt durch Gustav Nyquist am 3. Februar   | ersetzt durch Gustav Nyquist am 3. Februar   | ersetzt durch Gustav Nyquist am 3. Februar   | ersetzt durch Gustav Nyquist am 3. Februar   | ersetzt durch Gustav Nyquist am 3. Februar   | ersetzt durch Gustav Nyquist am 3. Februar   | Detroit Red Wings (NHL)   |
| 62          | Carl Hagelin         | LW                   | 23. Aug. 1988 | 6                                            | 2                                            | 0                                            | 2                                            | 0                                            | +1                                           | New York Rangers (NHL)    |
| 90          | Marcus Johansson     | C                    | 6. Okt. 1990  | 5                                            | 0                                            | 1                                            | 1                                            | 4                                            | +1                                           | Washington Capitals (NHL) |
| 16          | Marcus Krüger        | C                    | 27. Mai 1990  | 6                                            | 0                                            | 0                                            | 0                                            | 4                                            | +1                                           | Chicago Blackhawks (NHL)  |
| 92          | Gabriel Landeskog    | LW                   | 23. Nov. 1992 | 6                                            | 0                                            | 1                                            | 1                                            | 4                                            | +1                                           | Colorado Avalanche (NHL)  |
| 41          | Gustav Nyquist       | LW                   | 1. Sep. 1989  | 6                                            | 0                                            | 0                                            | 0                                            | 0                                            | +1                                           | Detroit Red Wings (NHL)   |
| 22          | Daniel Sedin         | LW                   | 26. Sep. 1980 | 6                                            | 1                                            | 4                                            | 5                                            | 4                                            | +1                                           | Vancouver Canucks (NHL)   |
|             | Henrik Sedin         | C                    | 26. Sep. 1980 | ersetzt durch Marcus Johansson am 7. Februar | ersetzt durch Marcus Johansson am 7. Februar | ersetzt durch Marcus Johansson am 7. Februar | ersetzt durch Marcus Johansson am 7. Februar | ersetzt durch Marcus Johansson am 7. Februar | ersetzt durch Marcus Johansson am 7. Februar | Vancouver Canucks (NHL)   |
| 18          | Jakob Silfverberg    | RW                   | 13. Okt. 1990 | 6                                            | 0                                            | 1                                            | 1                                            | 2                                            | +1                                           | Anaheim Ducks (NHL)       |
| 20          | Alexander Steen      | C                    | 1. März 1984  | 6                                            | 1                                            | 3                                            | 4                                            | 4                                            | −1                                           | St. Louis Blues (NHL)     |
| 40          | Henrik Zetterberg    | C                    | 9. Okt. 1980  | 1                                            | 1                                            | 0                                            | 1                                            | 0                                            | +2                                           | Detroit Red Wings (NHL)   |
| Verteidiger |                      |                      |               |                                              |                                              |                                              |                                              |                                              |                                              |                           |
| Nr.         | Name                 | Name                 | Geburtsdatum  | Sp                                           | T                                            | V                                            | Pkt                                          | SM                                           | +/−                                          | Team                      |
| 23          | Alexander Edler      | Alexander Edler      | 21. Apr. 1986 | 4                                            | 1                                            | 1                                            | 2                                            | 0                                            | +2                                           | Vancouver Canucks (NHL)   |
| 3           | Oliver Ekman Larsson | Oliver Ekman Larsson | 17. Juli 1991 | 6                                            | 0                                            | 3                                            | 3                                            | 2                                            | +4                                           | Phoenix Coyotes (NHL)     |
| 52          | Jonathan Ericsson    | Jonathan Ericsson    | 2. März 1984  | 6                                            | 0                                            | 1                                            | 1                                            | 8                                            | −4                                           | Detroit Red Wings (NHL)   |
| 4           | Niklas Hjalmarsson   | Niklas Hjalmarsson   | 6. Juni 1987  | 6                                            | 0                                            | 0                                            | 0                                            | 0                                            | ±0                                           | Chicago Blackhawks (NHL)  |
| 65          | Erik Karlsson        | Erik Karlsson        | 31. Mai 1990  | 6                                            | 4                                            | 4                                            | 8                                            | 0                                            | +5                                           | Ottawa Senators (NHL)     |
| 55          | Niklas Kronwall      | Niklas Kronwall      | 12. Jan. 1981 | 6                                            | 0                                            | 2                                            | 2                                            | 4                                            | −2                                           | Detroit Red Wings (NHL)   |
| 27          | Johnny Oduya         | Johnny Oduya         | 1. Okt. 1981  | 6                                            | 0                                            | 1                                            | 1                                            | 0                                            | +1                                           | Chicago Blackhawks (NHL)  |
| 7           | Henrik Tallinder     | Henrik Tallinder     | 10. Jan. 1979 | 3                                            | 0                                            | 0                                            | 0                                            | 2                                            | ±0                                           | Buffalo Sabres (NHL)      |

| Torhüter | Torhüter         | Torhüter      | Torhüter | Torhüter | Torhüter | Torhüter | Torhüter | Torhüter | Torhüter | Torhüter | Torhüter                | Torhüter |
| Nr.      | Name             | Geburtsdatum  | Sp       | S        | N        | Min      | GT       | SO       | Sv%      | GTS      | Team                    |          |
| -------- | ---------------- | ------------- | -------- | -------- | -------- | -------- | -------- | -------- | -------- | -------- | ----------------------- | -------- |
| 1        | Jhonas Enroth    | 25. Juni 1988 | −        | −        | −        | −        | −        | −        | −        | −        | Buffalo Sabres (NHL)    |          |
| 50       | Jonas Gustavsson | 24. Okt. 1984 | −        | −        | −        | −        | −        | −        | −        | −        | Detroit Red Wings (NHL) |          |
| 30       | Henrik Lundqvist | 2. März 1982  | 6        | 5        | 1        | 360:00   | 9        | 2        | 94,34    | 1,50     | New York Rangers (NHL)  |          |

| Offizielle        | Offizielle | Offizielle        | Offizielle    |
| Position          |            | Name              | Geburtsdatum  |
| ----------------- | ---------- | ----------------- | ------------- |
| Cheftrainer       | Schweden   | Pär Mårts         | 30. Apr. 1953 |
| Assistenztrainer  | Schweden   | Rikard Grönborg   | 8. Juni 1968  |
| Assistenztrainer  | Schweden   | Peter Popovic     | 10. Feb. 1968 |
| General Manager   | Schweden   | Tommy Boustedt    | 5. Mai 1959   |
| Mannschaftsführer | Schweden   | Lars-Henry Köhler | 20. Mai 1957  |

## SchweizSchweiz
| Angreifer   | Angreifer             | Angreifer             | Angreifer     | Angreifer                                      | Angreifer                                      | Angreifer                                      | Angreifer                                      | Angreifer                                      | Angreifer                                      | Angreifer                 |
| Nr.         | Name                  | Pos                   | Geburtsdatum  | Sp                                             | T                                              | V                                              | Pkt                                            | SM                                             | +/−                                            | Team                      |
| ----------- | --------------------- | --------------------- | ------------- | ---------------------------------------------- | ---------------------------------------------- | ---------------------------------------------- | ---------------------------------------------- | ---------------------------------------------- | ---------------------------------------------- | ------------------------- |
| 10          | Andres Ambühl         | RW                    | 14. Sep. 1983 | 4                                              | 0                                              | 0                                              | 0                                              | 0                                              | −1                                             | HC Davos (NLA)            |
| 48          | Matthias Bieber       | RW                    | 14. März 1986 | 4                                              | 0                                              | 0                                              | 0                                              | 0                                              | −1                                             | Kloten Flyers (NLA)       |
| 23          | Simon Bodenmann       | F                     | 2. März 1988  | 3                                              | 1                                              | 0                                              | 1                                              | 0                                              | +1                                             | Kloten Flyers (NLA)       |
| 96          | Damien Brunner        | C                     | 9. März 1986  | 4                                              | 0                                              | 0                                              | 0                                              | 0                                              | −2                                             | New Jersey Devils (NHL)   |
| 12          | Luca Cunti            | C                     | 4. Juli 1989  | 4                                              | 0                                              | 0                                              | 0                                              | 0                                              | −2                                             | ZSC Lions (NLA)           |
| 51          | Ryan Gardner          | RW                    | 18. Apr. 1978 | 3                                              | 0                                              | 0                                              | 0                                              | 0                                              | ±0                                             | SC Bern (NLA)             |
| 70          | Denis Hollenstein     | LW                    | 15. Okt. 1989 | 3                                              | 0                                              | 1                                              | 1                                              | 2                                              | +1                                             | Genève-Servette HC (NLA)  |
| 82          | Simon Moser           | LW                    | 10. März 1989 | 4                                              | 1                                              | 0                                              | 1                                              | 2                                              | +1                                             | Milwaukee Admirals (AHL)  |
| 22          | Nino Niederreiter     | LW                    | 8. Sep. 1992  | 4                                              | 0                                              | 0                                              | 0                                              | 2                                              | +2                                             | Minnesota Wild (NHL)      |
| 28          | Martin Plüss          | F                     | 5. Apr. 1977  | 4                                              | 1                                              | 0                                              | 1                                              | 0                                              | +2                                             | SC Bern (NLA)             |
| 88          | Kevin Romy            | F                     | 31. Jan. 1985 | 4                                              | 0                                              | 1                                              | 1                                              | 0                                              | ±0                                             | Genève-Servette HC (NLA)  |
| 24          | Reto Suri             | F                     | 25. März 1989 | 3                                              | 0                                              | 1                                              | 1                                              | 2                                              | ±0                                             | EV Zug (NLA)              |
| 43          | Morris Trachsler      | LW                    | 15. Juli 1984 | 3                                              | 0                                              | 0                                              | 0                                              | 2                                              | −1                                             | ZSC Lions (NLA)           |
| 14          | Roman Wick            | RW                    | 30. Dez. 1985 | 4                                              | 0                                              | 0                                              | 0                                              | 6                                              | −2                                             | ZSC Lions (NLA)           |
| Verteidiger |                       |                       |               |                                                |                                                |                                                |                                                |                                                |                                                |                           |
| Nr.         | Name                  | Name                  | Geburtsdatum  | Sp                                             | T                                              | V                                              | Pkt                                            | SM                                             | +/−                                            | Team                      |
| 5           | Severin Blindenbacher | Severin Blindenbacher | 15. März 1983 | 4                                              | 0                                              | 0                                              | 0                                              | 2                                              | ±0                                             | ZSC Lions (NLA)           |
| 16          | Raphael Diaz          | Raphael Diaz          | 9. Jan. 1986  | 4                                              | 0                                              | 0                                              | 0                                              | 4                                              | ±0                                             | Vancouver Canucks (NHL)   |
| 29          | Philippe Furrer       | Philippe Furrer       | 16. Juni 1985 | ersetzt durch Patrick von Gunten am 9. Februar | ersetzt durch Patrick von Gunten am 9. Februar | ersetzt durch Patrick von Gunten am 9. Februar | ersetzt durch Patrick von Gunten am 9. Februar | ersetzt durch Patrick von Gunten am 9. Februar | ersetzt durch Patrick von Gunten am 9. Februar | SC Bern (NLA)             |
| 72          | Patrick von Gunten    | Patrick von Gunten    | 10. Feb. 1985 | 1                                              | 0                                              | 0                                              | 0                                              | 0                                              | ±0                                             | Kloten Flyers (NLA)       |
| 90          | Roman Josi            | Roman Josi            | 1. Juni 1990  | 4                                              | 0                                              | 0                                              | 0                                              | 0                                              | ±0                                             | Nashville Predators (NHL) |
| 31          | Mathias Seger         | Mathias Seger         | 17. Dez. 1977 | 4                                              | 0                                              | 0                                              | 0                                              | 0                                              | ±0                                             | ZSC Lions (NLA)           |
| 7           | Mark Streit           | Mark Streit           | 11. Dez. 1977 | 4                                              | 0                                              | 1                                              | 1                                              | 2                                              | ±0                                             | Philadelphia Flyers (NHL) |
| 3           | Julien Vauclair       | Julien Vauclair       | 2. Okt. 1979  | 4                                              | 0                                              | 0                                              | 0                                              | 2                                              | ±0                                             | HC Lugano (NLA)           |
| 6           | Yannick Weber         | Yannick Weber         | 23. Sep. 1988 | 4                                              | 0                                              | 0                                              | 0                                              | 2                                              | ±0                                             | Vancouver Canucks (NHL)   |

| Torhüter | Torhüter       | Torhüter      | Torhüter | Torhüter | Torhüter | Torhüter | Torhüter | Torhüter | Torhüter | Torhüter | Torhüter                 | Torhüter |
| Nr.      | Name           | Geburtsdatum  | Sp       | S        | N        | Min      | GT       | SO       | Sv%      | GTS      | Team                     |          |
| -------- | -------------- | ------------- | -------- | -------- | -------- | -------- | -------- | -------- | -------- | -------- | ------------------------ | -------- |
| 20       | Reto Berra     | 3. Jan. 1987  | 1        | 0        | 1        | 59:03    | 1        | 0        | 96,77    | 1,02     | Calgary Flames (NHL)     |          |
| 1        | Jonas Hiller   | 12. Feb. 1982 | 3        | 2        | 1        | 179:09   | 2        | 2        | 97,06    | 0,67     | Anaheim Ducks (NHL)      |          |
| 52       | Tobias Stephan | 21. Jan. 1984 | −        | −        | −        | −        | −        | −        | −        | −        | Genève-Servette HC (NLA) |          |

| Offizielle        | Offizielle | Offizielle     | Offizielle   |
| Position          |            | Name           | Geburtsdatum |
| ----------------- | ---------- | -------------- | ------------ |
| Cheftrainer       | Kanada     | Sean Simpson   | 4. Mai 1960  |
| Assistenztrainer  | Schweiz    | Colin Muller   | 1. Dez. 1963 |
| General Manager   | Schweiz    | Peter Lüthi    | 16. Mai 1952 |
| Mannschaftsführer | Schweiz    | Marcel Enkerli | 4. Nov. 1957 |

## SlowakeiSlowakei
| Angreifer   | Angreifer          | Angreifer         | Angreifer     | Angreifer                                      | Angreifer                                      | Angreifer                                      | Angreifer                                      | Angreifer                                      | Angreifer                                      | Angreifer                          |
| Nr.         | Name               | Pos               | Geburtsdatum  | Sp                                             | T                                              | V                                              | Pkt                                            | SM                                             | +/−                                            | Team                               |
| ----------- | ------------------ | ----------------- | ------------- | ---------------------------------------------- | ---------------------------------------------- | ---------------------------------------------- | ---------------------------------------------- | ---------------------------------------------- | ---------------------------------------------- | ---------------------------------- |
| 61          | Milan Bartovič     | LW                | 9. Apr. 1981  | 4                                              | 0                                              | 1                                              | 1                                              | 0                                              | −4                                             | HC Slovan Bratislava (KHL)         |
|             | Marián Gáborík     | RW                | 14. Feb. 1982 | ersetzt durch Branko Radivojevič am 7. Februar | ersetzt durch Branko Radivojevič am 7. Februar | ersetzt durch Branko Radivojevič am 7. Februar | ersetzt durch Branko Radivojevič am 7. Februar | ersetzt durch Branko Radivojevič am 7. Februar | ersetzt durch Branko Radivojevič am 7. Februar | Columbus Blue Jackets (NHL)        |
| 26          | Michal Handzuš     | C                 | 11. März 1977 | 4                                              | 0                                              | 2                                              | 2                                              | 0                                              | +1                                             | Chicago Blackhawks (NHL)           |
| 88          | Marcel Hossa       | LW                | 12. Okt. 1981 | 4                                              | 0                                              | 0                                              | 0                                              | 0                                              | −2                                             | Dinamo Riga (KHL)                  |
| 81          | Marián Hossa       | RW                | 12. Jan. 1979 | 4                                              | 2                                              | 1                                              | 3                                              | 4                                              | ±0                                             | Chicago Blackhawks (NHL)           |
| 13          | Tomáš Jurčo        | RW                | 28. Dez. 1992 | 4                                              | 1                                              | 0                                              | 1                                              | 2                                              | −1                                             | Detroit Red Wings (NHL)            |
| 82          | Tomáš Kopecký      | C                 | 5. Feb. 1982  | 2                                              | 0                                              | 0                                              | 0                                              | 0                                              | ±0                                             | Florida Panthers (NHL)             |
| 65          | Tomáš Marcinko     | RW                | 11. Apr. 1988 | 1                                              | 0                                              | 0                                              | 0                                              | 2                                              | −2                                             | HC Košice (Slowak. Extraliga)      |
| 91          | Michel Miklík      | LW                | 31. Juli 1982 | 4                                              | 0                                              | 0                                              | 0                                              | 2                                              | −4                                             | HC Slovan Bratislava (KHL)         |
| 85          | Peter Ölvecký      | LW                | 11. Okt. 1985 | 3                                              | 0                                              | 0                                              | 0                                              | 0                                              | ±0                                             | HC Slovan Bratislava (KHL)         |
| 28          | Richard Pánik      | RW                | 7. Feb. 1991  | 4                                              | 0                                              | 0                                              | 0                                              | 0                                              | −2                                             | Tampa Bay Lightning (NHL)          |
| 92          | Branko Radivojevič | RW                | 24. Nov. 1980 | 4                                              | 0                                              | 0                                              | 0                                              | 0                                              | −1                                             | HC Slovan Bratislava (KHL)         |
| 43          | Tomáš Surový       | C                 | 24. Sep. 1981 | 4                                              | 1                                              | 0                                              | 1                                              | 2                                              | −6                                             | HK Dinamo Minsk (KHL)              |
| 90          | Tomáš Tatar        | LW                | 1. Dez. 1990  | 4                                              | 1                                              | 1                                              | 2                                              | 2                                              | +1                                             | Detroit Red Wings (NHL)            |
| 67          | Tomáš Záborský     | LW                | 14. Nov. 1987 | 3                                              | 0                                              | 1                                              | 1                                              | 0                                              | ±0                                             | Salawat Julajew Ufa (KHL)          |
| Verteidiger |                    |                   |               |                                                |                                                |                                                |                                                |                                                |                                                |                                    |
| Nr.         | Name               | Name              | Geburtsdatum  | Sp                                             | T                                              | V                                              | Pkt                                            | SM                                             | +/−                                            | Team                               |
| 7           | Ivan Baranka       | Ivan Baranka      | 19. Mai 1985  | 3                                              | 0                                              | 0                                              | 0                                              | 0                                              | ±0                                             | HK Awangard Omsk (KHL)             |
| 15          | Dominik Graňák     | Dominik Graňák    | 11. Juni 1983 | ersetzt durch René Vydarený am 30. Januar      | ersetzt durch René Vydarený am 30. Januar      | ersetzt durch René Vydarený am 30. Januar      | ersetzt durch René Vydarený am 30. Januar      | ersetzt durch René Vydarený am 30. Januar      | ersetzt durch René Vydarený am 30. Januar      | HK Dynamo Moskau (KHL)             |
| 33          | Zdeno Chára        | Zdeno Chára       | 18. März 1977 | 4                                              | 0                                              | 1                                              | 1                                              | 4                                              | −1                                             | Boston Bruins (NHL)                |
| 68          | Milan Jurčina      | Milan Jurčina     | 7. Juni 1983  | 4                                              | 0                                              | 0                                              | 0                                              | 0                                              | −4                                             | TPS Turku (Liiga)                  |
| 52          | Martin Marinčin    | Martin Marinčin   | 18. Feb. 1992 | 4                                              | 0                                              | 0                                              | 0                                              | 4                                              | −4                                             | Edmonton Oilers (NHL)              |
| 14          | Andrej Meszároš    | Andrej Meszároš   | 13. Okt. 1985 | 4                                              | 0                                              | 0                                              | 0                                              | 6                                              | ±0                                             | Philadelphia Flyers (NHL)          |
| 44          | Andrej Sekera      | Andrej Sekera     | 8. Juni 1986  | 4                                              | 0                                              | 2                                              | 2                                              | 0                                              | −1                                             | Carolina Hurricanes (NHL)          |
|             | Michal Sersen      | Michal Sersen     | 28. Dez. 1985 | ersetzt durch Milan Jurčina am 30. Januar      | ersetzt durch Milan Jurčina am 30. Januar      | ersetzt durch Milan Jurčina am 30. Januar      | ersetzt durch Milan Jurčina am 30. Januar      | ersetzt durch Milan Jurčina am 30. Januar      | ersetzt durch Milan Jurčina am 30. Januar      | HC Slovan Bratislava (KHL)         |
| 19          | Tomáš Starosta     | Tomáš Starosta    | 20. Mai 1981  | 4                                              | 0                                              | 0                                              | 0                                              | 0                                              | −2                                             | HK Jugra Chanty-Mansijsk (KHL)     |
| 17          | Ľubomír Višňovský  | Ľubomír Višňovský | 11. Aug. 1976 | ersetzt durch Tomáš Starosta am 7. Februar     | ersetzt durch Tomáš Starosta am 7. Februar     | ersetzt durch Tomáš Starosta am 7. Februar     | ersetzt durch Tomáš Starosta am 7. Februar     | ersetzt durch Tomáš Starosta am 7. Februar     | ersetzt durch Tomáš Starosta am 7. Februar     | New York Islanders (NHL)           |
| 23          | René Vydarený      | René Vydarený     | 6. Mai 1981   | 3                                              | 0                                              | 0                                              | 0                                              | 2                                              | −3                                             | Mountfield HK (Tschech. Extraliga) |

| Torhüter | Torhüter       | Torhüter      | Torhüter | Torhüter | Torhüter | Torhüter | Torhüter | Torhüter | Torhüter | Torhüter | Torhüter                    | Torhüter |
| Nr.      | Name           | Geburtsdatum  | Sp       | S        | N        | Min      | GT       | SO       | Sv%      | GTS      | Team                        |          |
| -------- | -------------- | ------------- | -------- | -------- | -------- | -------- | -------- | -------- | -------- | -------- | --------------------------- | -------- |
| 31       | Peter Budaj    | 18. Sep. 1982 | 2        | 0        | 0        | 26:30    | 2        | 0        | 75,00    | 4,53     | Canadiens de Montréal (NHL) |          |
| 41       | Jaroslav Halák | 13. Mai 1985  | 2        | 0        | 2        | 93:30    | 8        | 0        | 85,71    | 5,13     | St. Louis Blues (NHL)       |          |
| 50       | Ján Laco       | 1. Dez. 1981  | 2        | 0        | 2        | 124:56   | 5        | 0        | 92,31    | 2,40     | HK Donbass Donezk (KHL)     |          |

| Offizielle        | Offizielle | Offizielle             | Offizielle    |
| Position          |            | Name                   | Geburtsdatum  |
| ----------------- | ---------- | ---------------------- | ------------- |
| Cheftrainer       | Tschechien | Vladimír Vůjtek senior | 17. Mai 1947  |
| Assistenztrainer  | Slowakei   | Peter Oremus           | 5. Sep. 1970  |
| General Manager   | Slowakei   | Otto Sýkora            | 1. Dez. 1964  |
| Mannschaftsführer | Slowakei   | Igor Nemeček           | 28. Aug. 1961 |

## SlowenienSlowenien
| Angreifer   | Angreifer           | Angreifer           | Angreifer     | Angreifer | Angreifer | Angreifer | Angreifer | Angreifer | Angreifer | Angreifer                                     |
| Nr.         | Name                | Pos                 | Geburtsdatum  | Sp        | T         | V         | Pkt       | SM        | +/−       | Team                                          |
| ----------- | ------------------- | ------------------- | ------------- | --------- | --------- | --------- | --------- | --------- | --------- | --------------------------------------------- |
| 71          | Boštjan Goličič     | LW                  | 12. Juni 1989 | 5         | 0         | 0         | 0         | 0         | −3        | Diables Rouges de Briançon (Ligue Magnus)     |
| 8           | Žiga Jeglič         | LW                  | 24. Feb. 1988 | 5         | 2         | 2         | 4         | 2         | −2        | ERC Ingolstadt (DEL)                          |
| 11          | Anže Kopitar        | C                   | 24. Aug. 1987 | 5         | 2         | 1         | 3         | 4         | +4        | Los Angeles Kings (NHL)                       |
| 92          | Anže Kuralt         | LW                  | 31. Okt. 1991 | −         | −         | −         | −         | −         | −         | Image Club d’Épinal (Ligue Magnus)            |
| 39          | Jan Muršak          | RW                  | 20. Jan. 1988 | 5         | 1         | 2         | 3         | 4         | +1        | HK ZSKA Moskau (KHL)                          |
| 16          | Aleš Mušič          | C                   | 28. Juni 1982 | 5         | 0         | 0         | 0         | 0         | −3        | HDD Olimpija Ljubljana (EBEL)                 |
| 19          | Žiga Pance          | RW                  | 1. Jan. 1989  | 5         | 0         | 0         | 0         | 0         | −3        | HC Bozen (EBEL)                               |
| 9           | Tomaž Razingar      | LW                  | 25. Apr. 1979 | 5         | 1         | 0         | 1         | 0         | −3        | IF Troja-Ljungby (Allsvenskan)                |
| 12          | David Rodman        | C                   | 10. Sep. 1983 | 5         | 0         | 3         | 3         | 0         | +2        | IK Oskarshamn (Allsvenskan)                   |
| 22          | Marcel Rodman       | RW                  | 25. Sep. 1981 | 5         | 1         | 1         | 2         | 0         | −1        | Schwenninger Wild Wings (DEL)                 |
| 55          | Robert Sabolič      | RW                  | 18. Sep. 1988 | 5         | 0         | 2         | 2         | 6         | −1        | ERC Ingolstadt (DEL)                          |
| 24          | Rok Tičar           | C                   | 3. Mai 1989   | 5         | 1         | 1         | 2         | 0         | −4        | Kölner Haie (DEL)                             |
| 26          | Jan Urbas           | RW                  | 26. Jan. 1989 | 5         | 1         | 2         | 3         | 0         | −2        | EHC Red Bull München (DEL)                    |
| 91          | Miha Verlič         | C                   | 21. Aug. 1991 | 1         | 0         | 0         | 0         | 0         | ±0        | HDD Olimpija Ljubljana (EBEL)                 |
| Verteidiger |                     |                     |               |           |           |           |           |           |           |                                               |
| Nr.         | Name                | Name                | Geburtsdatum  | Sp        | T         | V         | Pkt       | SM        | +/−       | Team                                          |
| 15          | Blaž Gregorc        | Blaž Gregorc        | 18. Jan. 1990 | 5         | 0         | 0         | 0         | 2         | −6        | HC Pardubice (Tschech. Extraliga)             |
| 86          | Sabahudin Kovačevič | Sabahudin Kovačevič | 26. Feb. 1986 | 5         | 1         | 1         | 2         | 2         | +3        | HK Saryarka Karaganda (Kasach. Meisterschaft) |
| 28          | Aleš Kranjc         | Aleš Kranjc         | 29. Juli 1981 | 5         | 0         | 0         | 0         | 2         | +1        | Kölner Haie (DEL)                             |
| 17          | Žiga Pavlin         | Žiga Pavlin         | 30. Apr. 1985 | 5         | 0         | 0         | 0         | 6         | −2        | IF Troja-Ljungby (Allsvenskan)                |
| 14          | Matic Podlipnik     | Matic Podlipnik     | 9. Aug. 1992  | 5         | 0         | 0         | 0         | 0         | −2        | HC Dukla Jihlava (Tschech. Extraliga)         |
| 7           | Klemen Pretnar      | Klemen Pretnar      | 31. Aug. 1986 | 5         | 0         | 0         | 0         | 2         | ±0        | EC VSV (EBEL)                                 |
| 51          | Mitja Robar         | Mitja Robar         | 4. Jan. 1983  | 5         | 0         | 1         | 1         | 2         | −3        | Krefeld Pinguine (DEL)                        |
| 4           | Andrej Tavželj      | Andrej Tavželj      | 14. März 1984 | 5         | 0         | 0         | 0         | 2         | −2        | Rouen Dragons (Ligue Magnus)                  |

| Torhüter | Torhüter       | Torhüter      | Torhüter | Torhüter | Torhüter | Torhüter | Torhüter | Torhüter | Torhüter | Torhüter | Torhüter                           | Torhüter |
| Nr.      | Name           | Geburtsdatum  | Sp       | S        | N        | Min      | GT       | SO       | Sv%      | GTS      | Team                               |          |
| -------- | -------------- | ------------- | -------- | -------- | -------- | -------- | -------- | -------- | -------- | -------- | ---------------------------------- | -------- |
| 40       | Luka Gračnar   | 31. Okt. 1993 | 1        | 0        | 1        | 60:00    | 5        | 0        | 82,14    | 5,00     | EC Red Bull Salzburg (EBEL)        |          |
| 1        | Andrej Hočevar | 21. Nov. 1984 | −        | −        | −        | −        | −        | −        | −        | −        | Image Club d’Épinal (Ligue Magnus) |          |
| 33       | Robert Kristan | 4. Apr. 1983  | 4        | 2        | 2        | 240:00   | 11       | 1        | 91,60    | 2,75     | HK Nitra (Slowak. Extraliga)       |          |

| Offizielle        | Offizielle | Offizielle     | Offizielle    |
| Position          |            | Name           | Geburtsdatum  |
| ----------------- | ---------- | -------------- | ------------- |
| Cheftrainer       | Slowenien  | Matjaž Kopitar | 6. Nov. 1965  |
| Assistenztrainer  | Slowenien  | Nik Zupančič   | 3. Okt. 1968  |
| General Manager   | Slowenien  | Dejan Kontrec  | 23. Jan. 1970 |
| Mannschaftsführer | Slowenien  | Jože Kovač     | 23. Sep. 1961 |

## TschechienTschechien
| Angreifer   | Angreifer        | Angreifer       | Angreifer     | Angreifer                               | Angreifer                               | Angreifer                               | Angreifer                               | Angreifer                               | Angreifer                               | Angreifer                               |
| Nr.         | Name             | Pos             | Geburtsdatum  | Sp                                      | T                                       | V                                       | Pkt                                     | SM                                      | +/−                                     | Team                                    |
| ----------- | ---------------- | --------------- | ------------- | --------------------------------------- | --------------------------------------- | --------------------------------------- | --------------------------------------- | --------------------------------------- | --------------------------------------- | --------------------------------------- |
| 10          | Roman Červenka   | C               | 10. Dez. 1985 | 5                                       | 2                                       | 0                                       | 2                                       | 2                                       | ±0                                      | SKA Sankt Petersburg (KHL)              |
| 26          | Patrik Eliáš     | LW              | 13. Apr. 1976 | 3                                       | 0                                       | 1                                       | 1                                       | 0                                       | +1                                      | New Jersey Devils (NHL)                 |
| 91          | Martin Erat      | LW              | 29. Aug. 1981 | 5                                       | 1                                       | 0                                       | 1                                       | 0                                       | −1                                      | Washington Capitals (NHL)               |
| 67          | Michael Frolík   | C               | 17. Feb. 1988 | 5                                       | 0                                       | 0                                       | 0                                       | 0                                       | ±0                                      | Winnipeg Jets (NHL)                     |
| 11          | Martin Hanzal    | C               | 20. Feb. 1987 | 4                                       | 0                                       | 1                                       | 1                                       | 4                                       | ±0                                      | Phoenix Coyotes (NHL)                   |
| 83          | Aleš Hemský      | RW              | 13. Aug. 1983 | 5                                       | 3                                       | 1                                       | 4                                       | 0                                       | ±0                                      | Edmonton Oilers (NHL)                   |
| 68          | Jaromír Jágr     | RW              | 15. Feb. 1972 | 5                                       | 2                                       | 1                                       | 3                                       | 2                                       | +1                                      | New Jersey Devils (NHL)                 |
| 46          | David Krejčí     | C               | 28. Apr. 1986 | 5                                       | 1                                       | 2                                       | 3                                       | 0                                       | −2                                      | Boston Bruins (NHL)                     |
| 9           | Milan Michálek   | LW              | 7. Dez. 1984  | 5                                       | 0                                       | 0                                       | 0                                       | 0                                       | −3                                      | Ottawa Senators (NHL)                   |
| 93          | Petr Nedvěd      | C               | 9. Dez. 1971  | 5                                       | 0                                       | 1                                       | 1                                       | 4                                       | +1                                      | Bílí Tygři Liberec (Tschech. Extraliga) |
| 12          | Jiří Novotný     | C               | 12. Aug. 1983 | 4                                       | 0                                       | 0                                       | 0                                       | 0                                       | −2                                      | HC Lev Prag (KHL)                       |
| 18          | Ondřej Palát     | F               | 28. März 1991 | 4                                       | 0                                       | 0                                       | 0                                       | 0                                       | ±0                                      | Tampa Bay Lightning (NHL)               |
| 14          | Tomáš Plekanec   | C               | 31. Okt. 1982 | 5                                       | 1                                       | 3                                       | 4                                       | 0                                       | +1                                      | Canadiens de Montréal (NHL)             |
| 17          | Vladimír Sobotka | C               | 2. Juli 1987  | ersetzt durch Martin Erat am 4. Februar | ersetzt durch Martin Erat am 4. Februar | ersetzt durch Martin Erat am 4. Februar | ersetzt durch Martin Erat am 4. Februar | ersetzt durch Martin Erat am 4. Februar | ersetzt durch Martin Erat am 4. Februar | St. Louis Blues (NHL)                   |
| 89          | Jakub Voráček    | RW              | 15. Aug. 1989 | 5                                       | 1                                       | 1                                       | 2                                       | 2                                       | −5                                      | Philadelphia Flyers (NHL)               |
| Verteidiger |                  |                 |               |                                         |                                         |                                         |                                         |                                         |                                         |                                         |
| Nr.         | Name             | Name            | Geburtsdatum  | Sp                                      | T                                       | V                                       | Pkt                                     | SM                                      | +/−                                     | Team                                    |
| 8           | Michal Barinka   | Michal Barinka  | 12. Juni 1984 | 3                                       | 0                                       | 0                                       | 0                                       | 2                                       | +1                                      | HC Vítkovice Steel (Tschech. Extraliga) |
| 3           | Radko Gudas      | Radko Gudas     | 5. Juni 1990  | 3                                       | 0                                       | 0                                       | 0                                       | 4                                       | −1                                      | Tampa Bay Lightning (NHL)               |
| 7           | Tomáš Kaberle    | Tomáš Kaberle   | 2. März 1978  | 5                                       | 0                                       | 3                                       | 3                                       | 0                                       | −5                                      | Rytiri Kladno (Tschech. Extraliga)      |
| 25          | Lukáš Krajíček   | Lukáš Krajíček  | 11. März 1983 | 4                                       | 0                                       | 0                                       | 0                                       | 0                                       | −1                                      | HK Dinamo Minsk (KHL)                   |
| 23          | Zbyněk Michálek  | Zbyněk Michálek | 23. Dez. 1982 | 5                                       | 0                                       | 1                                       | 1                                       | 2                                       | +3                                      | Phoenix Coyotes (NHL)                   |
| 32          | Michal Rozsíval  | Michal Rozsíval | 3. Sep. 1978  | 5                                       | 0                                       | 0                                       | 0                                       | 0                                       | −5                                      | Chicago Blackhawks (NHL)                |
| 5           | Ladislav Šmíd    | Ladislav Šmíd   | 1. Feb. 1986  | 5                                       | 0                                       | 0                                       | 0                                       | 2                                       | ±0                                      | Calgary Flames (NHL)                    |
| 2           | Marek Židlický   | Marek Židlický  | 3. Feb. 1977  | 5                                       | 2                                       | 2                                       | 4                                       | 8                                       | +2                                      | New Jersey Devils (NHL)                 |

| Torhüter | Torhüter        | Torhüter      | Torhüter | Torhüter | Torhüter | Torhüter | Torhüter | Torhüter | Torhüter | Torhüter | Torhüter                         | Torhüter |
| Nr.      | Name            | Geburtsdatum  | Sp       | S        | N        | Min      | GT       | SO       | Sv%      | GTS      | Team                             |          |
| -------- | --------------- | ------------- | -------- | -------- | -------- | -------- | -------- | -------- | -------- | -------- | -------------------------------- | -------- |
| 1        | Jakub Kovář     | 19. Juli 1988 | 1        | 0        | 1        | 20:51    | 3        | 0        | 70,00    | 8,63     | Awtomobilist Jekaterinburg (KHL) |          |
| 31       | Ondřej Pavelec  | 31. Aug. 1987 | 4        | 2        | 2        | 208:42   | 10       | 0        | 88,89    | 2,87     | Winnipeg Jets (NHL)              |          |
| 53       | Alexander Salák | 5. Jan. 1987  | 2        | 0        | 0        | 69:38    | 2        | 0        | 92,86    | 1,72     | SKA Sankt Petersburg (KHL)       |          |

| Offizielle        | Offizielle | Offizielle      | Offizielle    |
| Position          |            | Name            | Geburtsdatum  |
| ----------------- | ---------- | --------------- | ------------- |
| Cheftrainer       | Tschechien | Alois Hadamczik | 20. Juni 1952 |
| Assistenztrainer  | Tschechien | Josef Paleček   | 5. Mai 1949   |
| Mannschaftsführer | Tschechien | Jan Černý       | 8. Mai 1975   |

## Vereinigte StaatenVereinigte Staaten
| Angreifer   | Angreifer          | Angreifer         | Angreifer     | Angreifer | Angreifer | Angreifer | Angreifer | Angreifer | Angreifer | Angreifer                   |
| Nr.         | Name               | Pos               | Geburtsdatum  | Sp        | T         | V         | Pkt       | SM        | +/−       | Team                        |
| ----------- | ------------------ | ----------------- | ------------- | --------- | --------- | --------- | --------- | --------- | --------- | --------------------------- |
| 42          | David Backes       | RW                | 1. Mai 1984   | 6         | 3         | 1         | 4         | 6         | ±0        | St. Louis Blues (NHL)       |
| 23          | Dustin Brown       | RW                | 4. Nov. 1984  | 6         | 2         | 1         | 3         | 4         | +2        | Los Angeles Kings (NHL)     |
| 24          | Ryan Callahan      | RW                | 21. März 1985 | 6         | 0         | 1         | 1         | 0         | −2        | New York Rangers (NHL)      |
| 88          | Patrick Kane       | RW                | 19. Nov. 1988 | 6         | 0         | 4         | 4         | 6         | +2        | Chicago Blackhawks (NHL)    |
| 17          | Ryan Kesler        | C                 | 31. Aug. 1984 | 6         | 1         | 3         | 4         | 0         | +6        | Vancouver Canucks (NHL)     |
| 81          | Phil Kessel        | RW                | 2. Okt. 1987  | 6         | 5         | 3         | 8         | 4         | +6        | Toronto Maple Leafs (NHL)   |
| 74          | T. J. Oshie        | C                 | 23. Dez. 1986 | 6         | 1         | 3         | 4         | 4         | ±0        | St. Louis Blues (NHL)       |
| 67          | Max Pacioretty     | LW                | 20. Nov. 1988 | 5         | 0         | 1         | 1         | 4         | ±0        | Canadiens de Montréal (NHL) |
| 9           | Zach Parise        | LW                | 28. Juli 1984 | 6         | 1         | 0         | 1         | 0         | −1        | Minnesota Wild (NHL)        |
| 8           | Joe Pavelski       | C                 | 11. Juli 1984 | 6         | 1         | 4         | 5         | 0         | +1        | San Jose Sharks (NHL)       |
| 12          | Derek Stepan       | C                 | 18. Juni 1990 | 1         | 0         | 0         | 0         | 0         | ±0        | New York Rangers (NHL)      |
| 26          | Paul Stastny       | C                 | 27. Dez. 1985 | 6         | 2         | 0         | 2         | 0         | ±0        | Colorado Avalanche (NHL)    |
| 28          | Blake Wheeler      | RW                | 31. Aug. 1986 | 6         | 0         | 1         | 1         | 2         | ±0        | Winnipeg Jets (NHL)         |
| 21          | James van Riemsdyk | LW                | 4. Mai 1989   | 6         | 1         | 4         | 5         | 2         | +7        | Toronto Maple Leafs (NHL)   |
| Verteidiger |                    |                   |               |           |           |           |           |           |           |                             |
| Nr.         | Name               | Name              | Geburtsdatum  | Sp        | T         | V         | Pkt       | SM        | +/−       | Team                        |
| 4           | John Carlson       | John Carlson      | 10. Jan. 1990 | 6         | 1         | 1         | 2         | 0         | +1        | Washington Capitals (NHL)   |
| 72          | Justin Faulk       | Justin Faulk      | 20. März 1992 | 2         | 0         | 0         | 0         | 0         | −1        | Carolina Hurricanes (NHL)   |
| 3           | Cam Fowler         | Cam Fowler        | 5. Dez. 1991  | 6         | 1         | 0         | 1         | 0         | +4        | Anaheim Ducks (NHL)         |
| 7           | Paul Martin        | Paul Martin       | 5. März 1981  | 4         | 0         | 0         | 0         | 0         | +2        | Pittsburgh Penguins (NHL)   |
| 27          | Ryan McDonagh      | Ryan McDonagh     | 13. Juni 1989 | 6         | 1         | 1         | 2         | 0         | +1        | New York Rangers (NHL)      |
| 44          | Brooks Orpik       | Brooks Orpik      | 26. Sep. 1980 | 6         | 0         | 1         | 1         | 2         | +2        | Pittsburgh Penguins (NHL)   |
| 22          | Kevin Shattenkirk  | Kevin Shattenkirk | 26. Jan. 1989 | 6         | 0         | 3         | 3         | 0         | +3        | St. Louis Blues (NHL)       |
| 20          | Ryan Suter         | Ryan Suter        | 21. Jan. 1985 | 6         | 0         | 3         | 3         | 4         | +2        | Minnesota Wild (NHL)        |

| Torhüter | Torhüter       | Torhüter      | Torhüter | Torhüter | Torhüter | Torhüter | Torhüter | Torhüter | Torhüter | Torhüter | Torhüter                | Torhüter |
| Nr.      | Name           | Geburtsdatum  | Sp       | S        | N        | Min      | GT       | SO       | Sv%      | GTS      | Team                    |          |
| -------- | -------------- | ------------- | -------- | -------- | -------- | -------- | -------- | -------- | -------- | -------- | ----------------------- | -------- |
| 35       | Jimmy Howard   | 26. März 1984 | −        | −        | −        | −        | −        | −        | −        | −        | Detroit Red Wings (NHL) |          |
| 39       | Ryan Miller    | 17. Juli 1980 | 1        | 1        | 0        | 60:00    | 1        | 0        | 94,44    | 1,00     | Buffalo Sabres (NHL)    |          |
| 32       | Jonathan Quick | 21. Jan. 1986 | 4        | 2        | 2        | 304:06   | 11       | 0        | 92,31    | 2,17     | Los Angeles Kings (NHL) |          |

| Offizielle        | Offizielle         | Offizielle       | Offizielle    |
| Position          |                    | Name             | Geburtsdatum  |
| ----------------- | ------------------ | ---------------- | ------------- |
| Cheftrainer       | Vereinigte Staaten | Dan Bylsma       | 19. Sep. 1970 |
| Assistenztrainer  | Vereinigte Staaten | Peter Laviolette | 7. Dez. 1964  |
| Assistenztrainer  | Vereinigte Staaten | Todd Richards    | 20. Okt. 1966 |
| General Manager   | Vereinigte Staaten | David Poile      | 14. Feb. 1949 |
| Mannschaftsführer | Vereinigte Staaten | Jim Johannson    | 10. März 1964 |

### Nachnominierungen
1. 1 2  Ryan Dadoun: Finland confirms Immonen, Salminen will replace Koivu, Filppula. In: nhl.nbcsports.com. 8. Februar 2014, abgerufen am 20. April 2018 (englisch).
2. ↑  Tim Wharnsby: Martin St. Louis to replace Steven Stamkos on men’s Olympic hockey team, CBC.ca, 6. Februar 2014
3. ↑  Martin Merk: Marius Holtet out, IIHF, 5. Februar 2014
4. 1 2  Nödl und Lange im Olympia-Kader, News.at, 27. Januar 2014
5. ↑  Martin Merk: Svitov for Kokarev, IIHF, 27. Januar 2014
6. ↑  Olympics-Semin replaces injured Soin in Russian ice hockey squad, Reuters, 21. Januar 2014
7. ↑  Gustav Nyquist to replace Johan Franzen for Swedish Olympic team. In: cbssports.com. 3. Februar 2014, abgerufen am 20. April 2018 (englisch).
8. ↑  Capitals’ Marcus Johansson replaces Henrik Sedin on Sweden’s roster. In: cbssports.com. 7. Februar 2014, abgerufen am 20. April 2018 (englisch).
9. ↑  Martin Merk: Swiss nominate von Gunten, IIHF, 9. Februar 2014
10. ↑  Blue Jackets Marian Gaborik misses Sochi, replaced by Branko Radivojevic on Slovak team – The Hockey News. In: thehockeynews.com. 7. Februar 2014, abgerufen am 20. April 2018.
11. 1 2  Martin Merk: Slovaks suffer injuries, IIHF, 30. Januar 2014
12. ↑  Mike Halford: Hossa-Handzus-Tatar line highlights Slovakia’s first Olympic practice, NBC ProHockeyTalk, 10. Februar 2014
13. ↑  Mike Halford: Erat to replace Sobotka on Czech Olympic team. In: nhl.nbcsports.com. 4. Februar 2014, abgerufen am 20. April 2018 (englisch).